# Dasylirion wheeleri
Dasylirion wheeleri là một loài thực vật có hoa trong họ Măng tây. Loài này được S.Watson ex Rothr. mô tả khoa học đầu tiên năm 1878.

## Hình ảnh

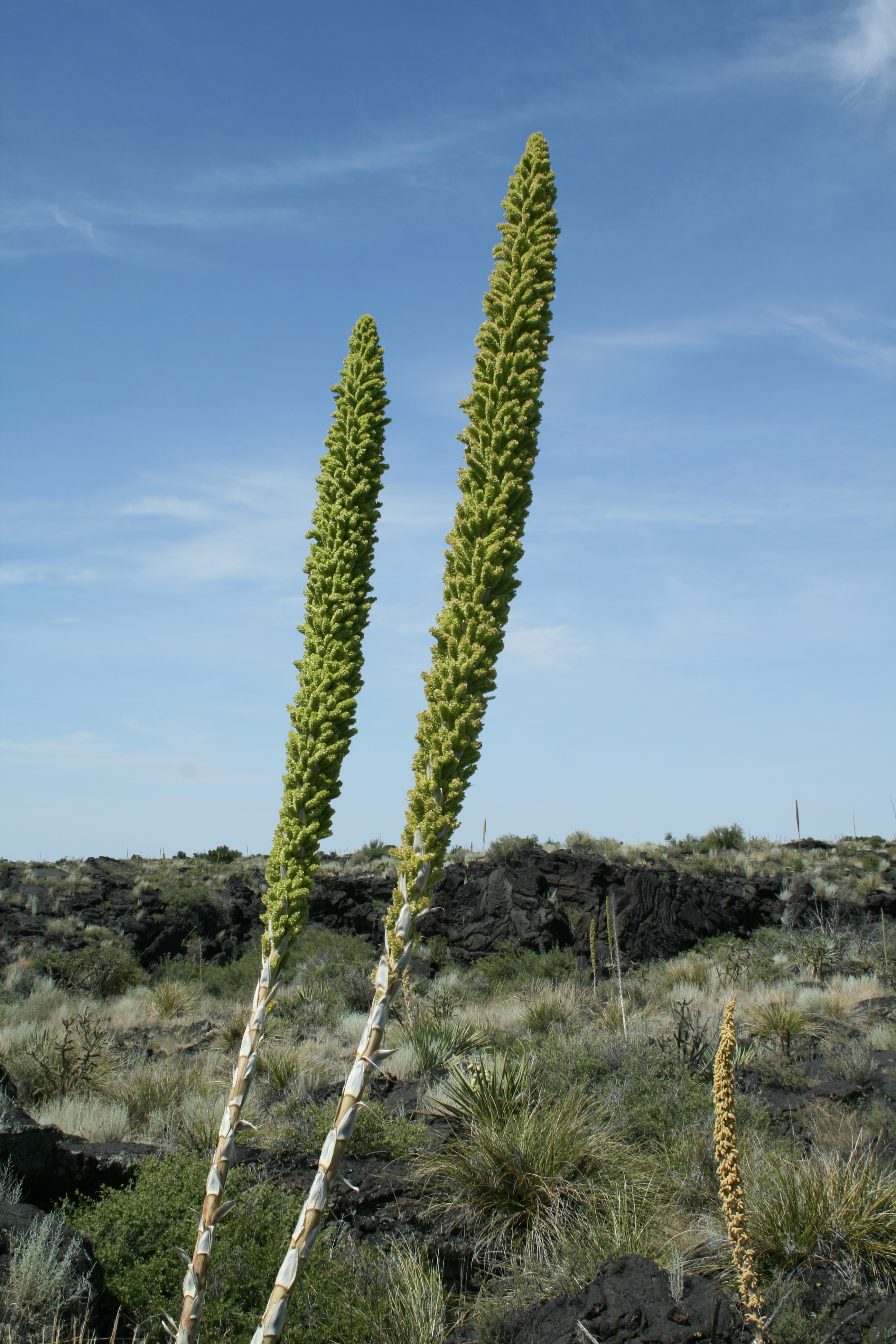
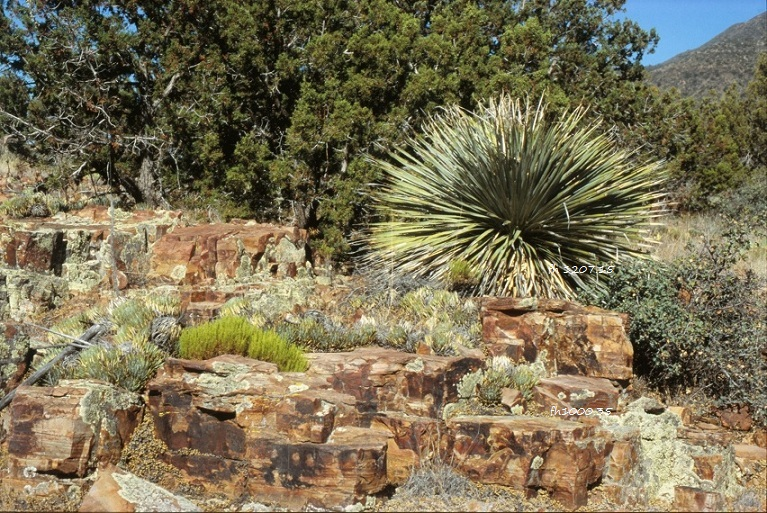
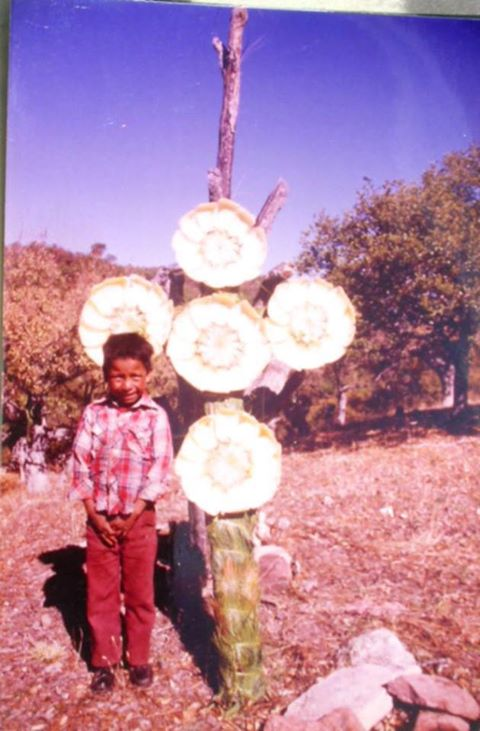
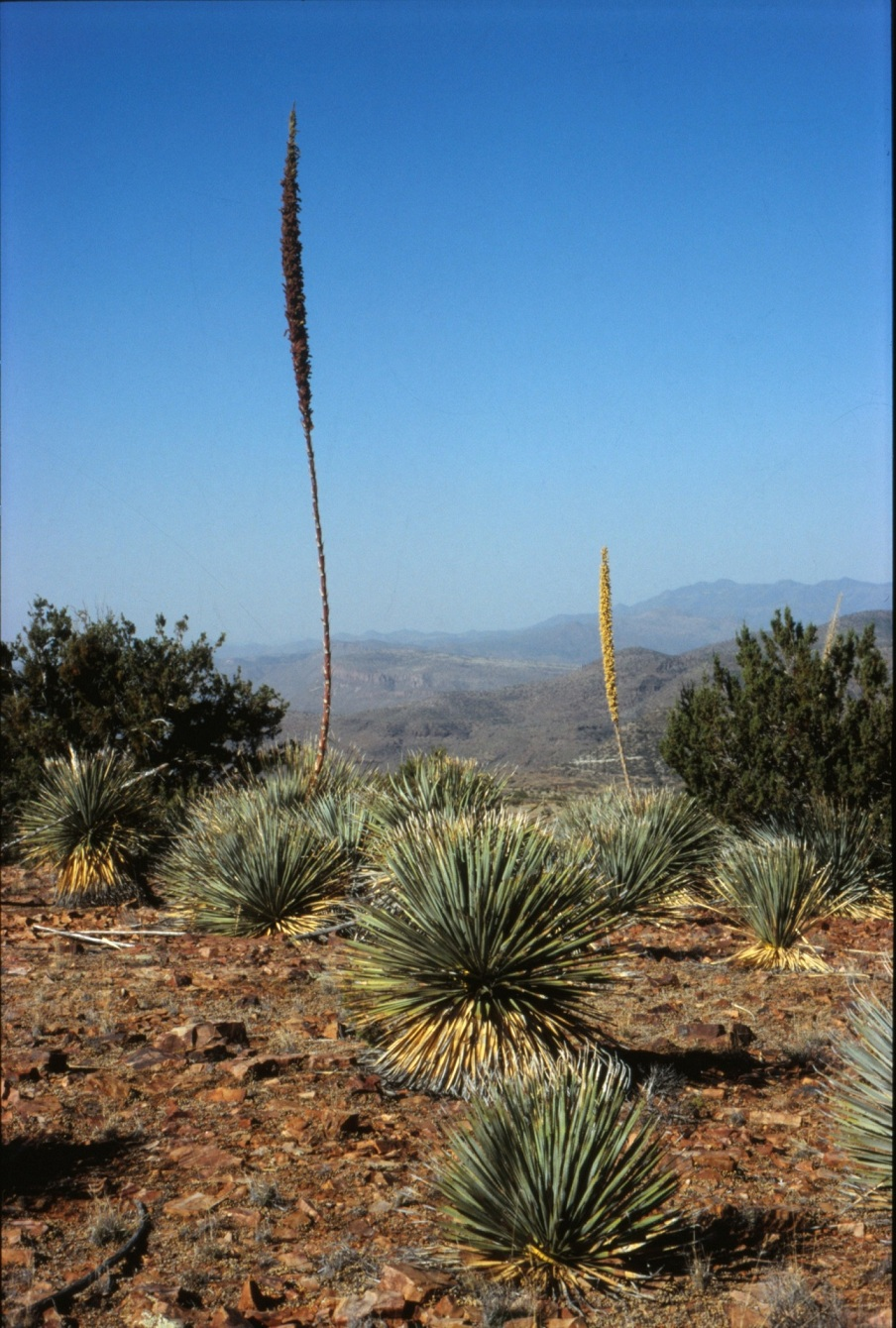